# Abu Isaq Es Saheli
Abu Isaq Es Saheli o Abu Ishaq Ibrahim al-Sahili (en árabe: أبو إسحاق الساحلي‎, romanizado: Abū Isḥāq al-Sāḥilī), alias al-Tuwayyin (en árabe: ـالطُّوَيجِن‎, romanizado: al-ṭuwayjin), nació en Guadix, Granada, España, 1290-Tombuctú, Malí, 15 de octubre de 1346). Fue un alarife, poeta andalusí y estudioso del fiqh que se convirtió en el miembro favorito de la corte de Mansa Musa, emperador de Malí. En general, es el más renombrado de los eruditos del mundo musulmán que emigraron a Malí tras la peregrinación de Mansa Musa. 
Es conocido por el diseño de la Mezquita de Djingareyber en Tombuctú, una de las tres madrazas que componen la Universidad de Sankore, inscrita en la lista del Patrimonio de la Humanidad por la Unesco en 1988.

## Su nombre
Su nombre completo es Abū Isḥāq Ibrāhīm ibn Muḥammad ibn Ibrāhīm al-Sāḥilī al-Anṣārī al-Gharnāṭī.  Su nisba al-Sahili proviene de su abuelo materno e indica que vivió en la costa. Su nisba al-Anṣārī (alternativamente al-Awsī ) nos dice que descendía de las tribus árabes que acogieron a Mahoma en Medina, los Ansar, siendo posible que descendiera de las dos tribus más poderosas. 

## Biografía
al-Sahili nació en el Emirato de Granada a finales del siglo XIII. Su padre se formó en jurisprudencia y fue el alamín de los perfumeros de Granada. Desde muy niño se dedicó a la poesía. Debido a su vida disipada, tuvo problemas con el gobierno del sultán Ismaíl I y, en 1322, debió huir de su Granada natal, dirigiéndose a El Cairo. Después de estar unos años en la capital mameluca, en 1324 emprendió la peregrinación a La Meca.

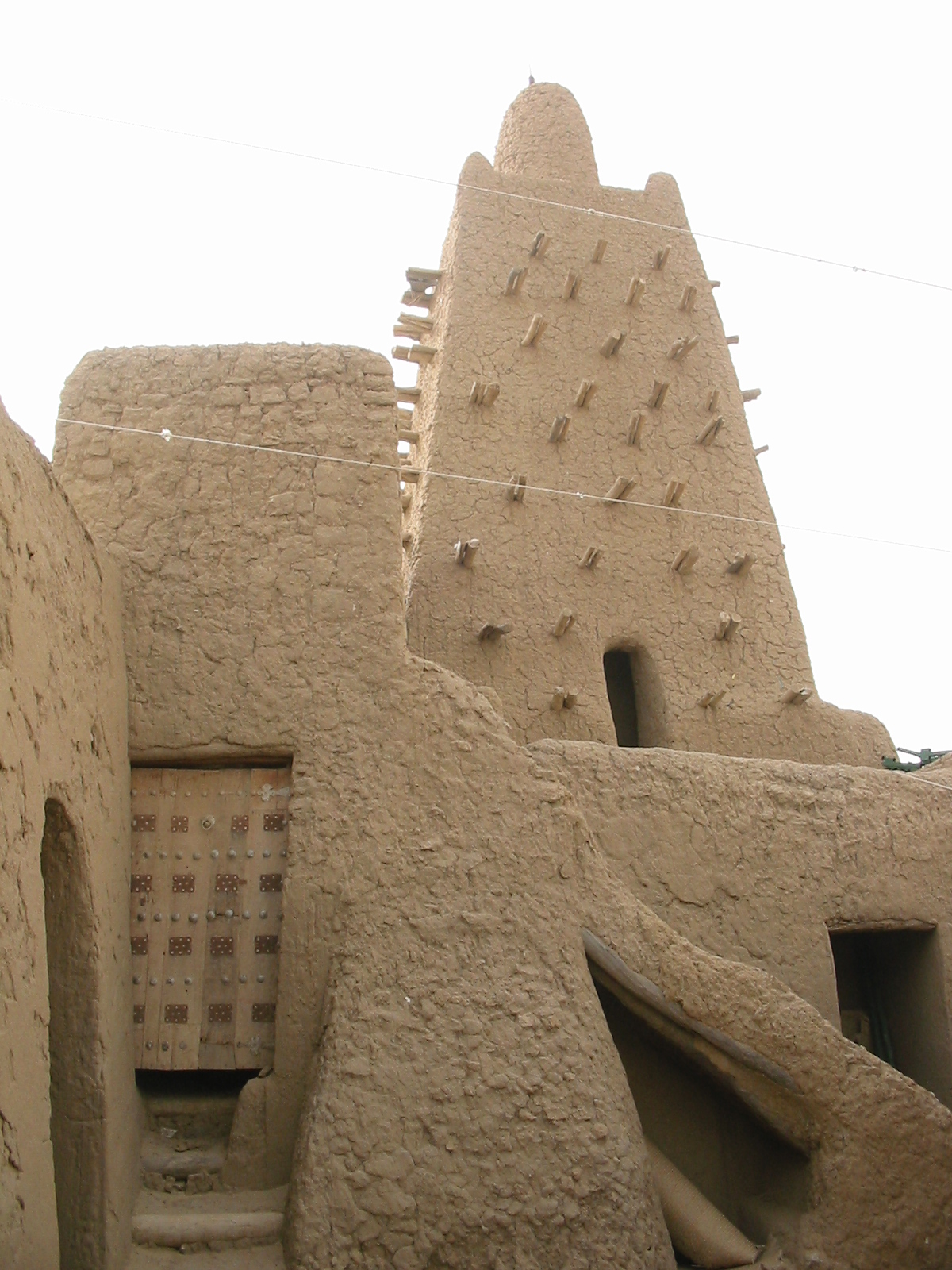
al-Sahili diseñó la mezquita de Djingareiber en 1327.

En La Meca, conoció al emperador de Malí Mansa Musa con el que emprendió un viaje a su reino, en 1324. Allí empezó a trabajar en arquitectura, siendo su obra cumbre la Mezquita de Djingareyber en Tombuctú, trabajo por el que cobró 40 000 mithqales de oro (unos 170 kg). Además, construyó mezquitas, palacios, casas y plazas en las ciudades de Gao, Niani, Tombuctú y Djenné.
En el año 1337, llegó a la ciudad de Fez como embajador del emperador Musa.
De su poesía han llegado hasta hoy cumplidos ejemplos.
Según Ibn Jaldun (s. XIV) en sus «Prolegómenos» a la «Historia de los Bereberes», nació en Guadix (Granada).